# 鬼塚站
鬼塚站（日语：／ Onizuka eki */?）是位於佐賀縣唐津市養母田鬼塚，屬九州旅客鐵道（JR九州）的唐津線車站。同時往伊萬里方向的筑肥線列車也會靠停。車站與松浦川及國道202號並行。

## 車站構造
現時採用簡易車站模式，不設站房。原來的站房位於現時平交道旁的空地，但拆卸時間並不詳。

### 月台
設有1面2線的島式月台，長度超過180公尺。本站擁有線道內較長的月台，過往福岡縣內周邊皆以開採煤為主，開採後的煤塊會透過不同的方式運送，當中有利用輪船先把媒煤沿松浦川運至本站，再沿貨運列車送至唐津港的大島站。不過現時既沒有貨物列車，或是唐津線或筑肥線列車皆並沒有長編成的列車行走，現時大多都只使用靠近平交道一端位置上落，因而令靠向唐津一端的月台長期都長滿雜草。
靠近山本一方設有站內平交道連接車站出入口。又由於剛好夾於松浦川與國道202號之間，位置有限，所以月台的闊度較窄。
本月台不設月台編號，靠向松浦川一側為主線，靠近國道一側為避線。現時因沒有定期的特急列車通過，因此列車主要還是採用左側進站的原則處理。
| 月台                   | 路線                    | 方向             |
| ---------------------- | ----------------------- | ---------------- |
| 西邊（靠近國道一方）   | ■唐津線 （包含■筑肥線） | 唐津、西唐津方向 |
| 東邊（靠近松浦川一方） | ■唐津線                 | 佐賀方向         |
| 東邊（靠近松浦川一方） | ■筑肥線                 | 伊萬里方向       |

## 歷史
- 1899年6月13日：唐津興業鐵道（後來為唐津鐵道（日语：唐津鉄道））車站啟用。同時該公司山本站至嚴木站之間開通[2]。
- 1902年2月23日：唐津鐵道被九州鐵道合併[3][4]。
- 1907年7月1日：九州鐵道（第一代）被國有化，成為帝國鐵道廳車站[5][6][7]。
- 1987年4月1日：隨國鐵分割民營化，車站由九州旅客鐵道（JR九州）營運[8]。

## 使用狀況
本站的位置較為尷尬，其周邊及松浦河的對岸均為人口密集的地區，但車站卻是座落在這幾個社區之間的綠化地內，西側為山坡及工業用地、南、北方的住宅區及過對岸的橋口與本站最少距離超過500米，所以使用量不算太高。最近一次錄得每天平均使用人數為2013年度，2014及15年度則未有使用量數據；又JR九州自2016年度起只公佈首300位最高日均使用量後，本站從未打進排行榜，但由於每年的日均使用量超過100人次，所以被收錄於排行榜後的附錄表內。
| 乘車人次變化 | 乘車人次變化 | 乘車人次變化 |
| 年度         | 1日平均人次  | 出處         |
| ------------ | ------------ | ------------ |
| 2000         | 122          | [ 統計 1 ]   |
| 2001         | 117          | [ 統計 1 ]   |
| 2002         | 97           | [ 統計 1 ]   |
| 2003         | 104          | [ 統計 1 ]   |
| 2004         | 123          | [ 統計 1 ]   |
| 2005         | 121          | [ 統計 1 ]   |
| 2006         | 122          | [ 統計 1 ]   |
| 2007         | 112          | [ 統計 1 ]   |
| 2008         | 108          | [ 統計 1 ]   |
| 2009         | 106          | [ 統計 1 ]   |
| 2010         | 118          | [ 統計 1 ]   |
| 2011         | 129          | [ 統計 1 ]   |
| 2012         | 130          | [ 統計 1 ]   |
| 2013         | 123          | [ 統計 1 ]   |
| 2014         | 112          | [ 統計 2 ]   |
| 2015         | 100          | [ 統計 3 ]   |
| 2016         | >100         | [ 統計 4 ]   |
| 2017         | >100         | [ 統計 5 ]   |
| 2018         | >100         | [ 統計 6 ]   |
| 2019         | >100         | [ 統計 7 ]   |
| 2020         | >100         | [ 統計 8 ]   |
| 2021         | >100         | [ 統計 9 ]   |
| 2022         | >100         | [ 統計 10 ]  |
| 2023         | >100         | [ 統計 11 ]  |

## 相鄰車站
九州旅客鐵道（JR九州）
■唐津線（包括直通至伊萬里的■筑肥線）
山本－鬼塚－唐津

### 統計數據
1. ↑  佐賀縣統計年鑑
2. ↑  佐賀縣統計年鑑（平成27年度）第12章　運輸及び通信—12.7 鉄道乗降客数及び貨物発着トン数
3. ↑  佐賀縣統計年鑑（平成28年度）第12章　運輸及び通信—12.7 鉄道乗降客数及び
4. ↑   (PDF). 九州旅客鉄道. 2017-07-31  [2017-08-01]. （原始内容 (PDF)存档于2017-08-01）.
5. ↑   (PDF). 九州旅客鉄道.   [2019-03-10]. （原始内容 (PDF)存档于2019-07-06） （日语）.
6. ↑   (PDF). 九州旅客鉄道.   [2018-07-13]. （原始内容存档 (PDF)于2019-12-06） （日语）.
7. ↑  駅別乗車人員上位300駅（2019年度） （页面存档备份，存于），JR九州。
8. ↑  駅別乗車人員上位300駅（2020年度） （页面存档备份，存于），JR九州。
9. ↑  駅別乗車人員上位300駅（2021年度） （页面存档备份，存于），JR九州。
10. ↑  駅別乗車人員上位300駅（2022年度） （页面存档备份，存于），JR九州。
11. ↑   (PDF).   [2025-04-24]. （原始内容存档 (PDF)于2024-09-19）.

## 外部連結
- JR九州鬼塚站（日語）